# Castleichthys auritus
Castleichthys auritus és una espècie de peix pertanyent a la família dels còngrids i l'única del gènere Castleichthys.

## Descripció
- La femella pot arribar a fer 28,8 cm de llargària màxima.
- Nombre de vèrtebres: 128.[1]

## Hàbitat
És un peix marí, bentopelàgic i de clima tropical que viu fins als 396 m de fondària.

## Distribució geogràfica
Es troba a l'Índic oriental: Austràlia Occidental.

## Observacions
És inofensiu per als humans.